# On the Threshold of a Dream
On the Threshold of a Dream è il quarto album del gruppo rock The Moody Blues, pubblicato nel 1969.

## Tracce
1. In the Beginning – 2:08 - (Graeme Edge)
2. Lovely to See You – 2:34 - (Justin Hayward)
3. Dear Diary – 3:56 - (Ray Thomas)
4. Send Me No Wine – 2:21 - (John Lodge)
5. To Share Our Love – 2:53 - (Lodge)
6. So Deep Within You – 3:10 - (Mike Pinder)
7. Never Comes the Day – 4:43 - (Hayward)
8. Lazy Day – 2:43 - (Thomas)
9. Are You Sitting Comfortably? - 3:30 - (Hayward/Thomas)
10. The Dream – 0:57 - (Edge)
11. Have You Heard, Part 1 – 1:28 - (Pinder)
12. The Voyage – 4:10 - (Pinder)
13. Have You Heard, Part 2 – 2:26 - (Pinder)

## Tracce Extra Edizione 2006
1. In The Beginning (Full Version)
2. So Deep Within You (Full Version)
3. Dear Diary (Alternate Mix)
4. Have You Heard (Original Take)
5. The Voyage (Original Take)
6. Lovely To See You (BBC Top Gear Session 18/2/69)
7. Send Me No Wine (BBC Top Gear Session 18/2/69)
8. So Deep Within You (BBC Tony Brandon Session - Mono 2/4/69)
9. Are You Sitting Comfortably (Mono Version)

## Formazione
- Justin Hayward - chitarra, voce
- John Lodge - basso, voce
- Michael Pinder - tastiera, voce
- Ray Thomas - flauto, voce
- Graeme Edge - batteria